# Grotta delle Palazze di Mendicino

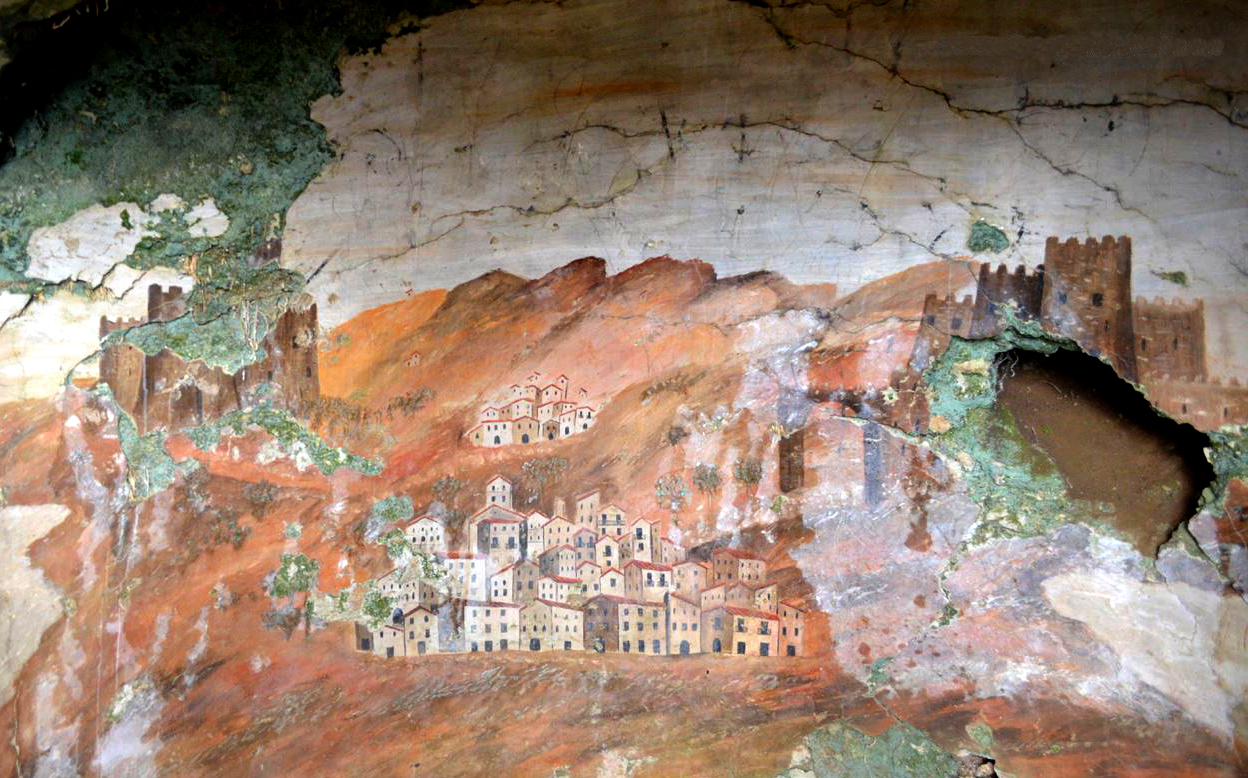

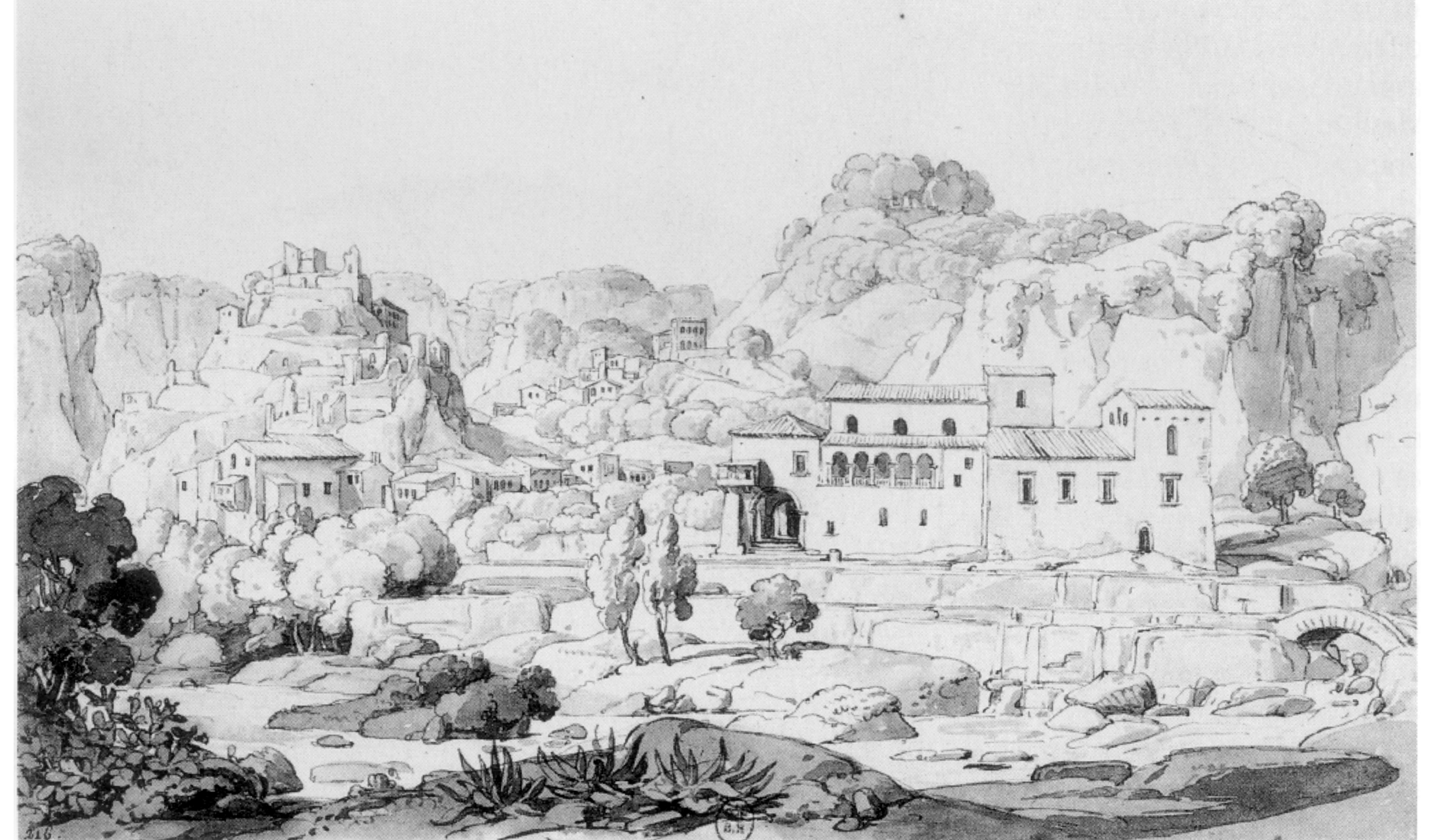

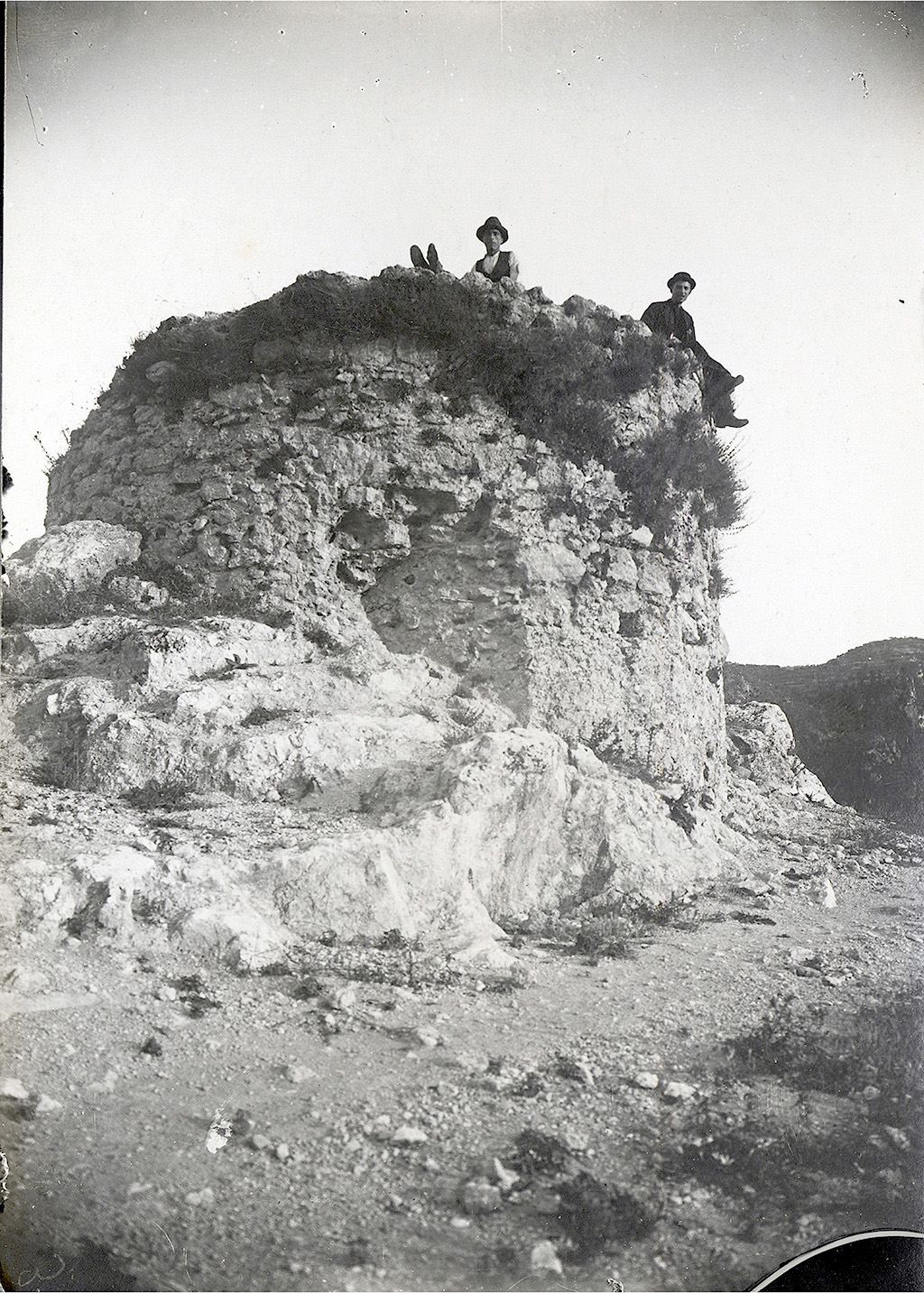

La grotta delle Palazze di Mendicino, piccolo centro in provincia di Cosenza, è una piccola grotta artificiale, sita all'aperto nel piano di San Michele, all'interno della quale è conservata una veduta di paesaggio urbano in affresco. 

## Descrizione
Si suppone che la veduta ritragga il centro storico di Mendicino in epoca passata, poiché dal pianoro antistante la Grotta la veduta prospettica coincide con quella dell'affresco. Nell'affresco, che è in condizioni precarie per le infiltrazioni atmosferiche, sono raffigurati due grandi castelli sulle estremità e due gruppi di casamenti al centro. Non è stata ancora effettuata l'analisi dei pigmenti dell'affresco, perché è da poco avvenuta la segnalazione alla Sovrintendenza dei beni paesaggistici di Cosenza, e gli studi scientifici non sono ancora cominciati. 
Sorge nei pressi dell'area archeologica di S.Michele di Mendicino, area vincolata sin dal 1982, dunque in un'area a forte presenza di insediamenti antichi. Di certo si tratta di una rarità, poiché non ci sono molti altri affreschi di vedute urbane, siti come questo in una grotta artificiale all'aperto. Nuovi ed ulteriori studi saranno necessari per la datazione e l'analisi storica del dipinto.
Un importante documento per decifrare la veduta della grotta delle Palazze è conservato alla Biblioteca nazionale di Parigi. È una veduta di Mendicino del pittore prussiano Franz Catel, dipinta nel 1812, al seguito di una spedizione archeologica francese.  La veduta ritrae il centro storico di Mendicino da una prospettiva simile, e ci consente di vedere i ruderi di un castello sulla sommità di sinistra e di vedere in primo piano in basso il convento dominicano, oggi chiesa di S. Pietro. Il convento dominicano fu costruito secondo l'archivio dominicano nel 1509, e non è presente nel dipinto della grotta delle Palazze, che dunque potrebbe essere anteriore a quella data.
Un altro documento che conferma la presenza di un castello nella parte est del centro storico di Mendicino è una fotografia del 1894 del padre dominicano irlandese Peter Paul Mc Key, che ritrae i ruderi del castello.